# Арнольд Мюрен
Арнольд Йоганнес Гіацинтус Мюрен (нід. Arnold Johannes Hyacinthus Mühren, нар. 2 червня 1951, Волендам, Нідерланди) — нідерландський футболіст, що грав на позиції півзахисника. По завершенні ігрової кар'єри — тренер. Виступав за національну збірну Нідерландів.
Дворазовий чемпіон Нідерландів. Чотириразовий володар Кубка Нідерландів. Дворазовий володар Кубка Англії. Володар Кубка чемпіонів УЄФА. Володар Суперкубка УЄФА. Володар Кубка УЄФА. Володар Кубка Кубків УЄФА. Володар Міжконтинентального кубка. У складі збірної — чемпіон Європи.
Молодший брат Геррі Мюрена.

## Клубна кар'єра
У дорослому футболі дебютував 1970 року виступами за команду клубу «Волендам», в якій провів один сезон, взявши участь у 26 матчах чемпіонату.
Своєю грою за цю команду привернув увагу представників тренерського штабу клубу «Аякс», до складу якого приєднався 1971 року. Відіграв за команду з Амстердама наступні три сезони своєї ігрової кар'єри. Більшість часу, проведеного у складі «Аякса», був основним гравцем команди. За цей час двічі виборював титул чемпіона Нідерландів, ставав володарем Кубка Нідерландів, володарем Кубка чемпіонів УЄФА, володарем Суперкубка УЄФА, володарем Міжконтинентального кубка.
1974 року уклав контракт з клубом «Твенте», у складі якого провів наступні чотири роки своєї кар'єри гравця. Граючи у складі «Твенте» також здебільшого виходив на поле в основному складі команди. У складі «Твенте» був одним з головних бомбардирів команди, маючи середню результативність на рівні 0,36 голу за гру першості.
З 1978 року чотири сезони захищав кольори команди клубу «Іпсвіч Таун». З 1982 року три сезони захищав кольори команди клубу «Манчестер Юнайтед». За цей час додав до переліку своїх трофеїв два титули володаря Кубка Англії.
1985 року повернувся до клубу «Аякс», за який відіграв 4 сезони. За цей час додав до переліку своїх трофеїв ще два титули володаря Кубка Нідерландів, ставав володарем Кубка Кубків УЄФА. Завершив професійну кар'єру футболіста виступами за команду «Аякс» у 1989 році.

## Виступи за збірну
1978 року дебютував в офіційних матчах у складі національної збірної Нідерландів. Протягом кар'єри у національній команді, яка тривала 11 років, провів у формі головної команди країни лише 23 матчі, забивши 3 голи.
У складі збірної був учасником чемпіонату Європи 1988 року у ФРН, здобувши того року титул континентального чемпіона.

## Кар'єра тренера
Розпочав тренерську кар'єру, увійшовши до тренерського штабу клубу «Волендам».
Наразі останнім місцем тренерської роботи був клуб «Аякс», в якому Арнольд Мюрен був одним з тренерів головної команди.

## Досягнення
- Чемпіон Нідерландів:

«Аякс»: 1971—1972, 1972—1973
- Володар Кубка Нідерландів:

«Аякс»: 1971—1972, 1985—1986, 1986—1987
«Твенте»: 1976—1977
- Володар Кубка Англії:

«Манчестер Юнайтед»: 1982—1983, 1984—1985
- Володар Кубка чемпіонів УЄФА:

«Аякс»: 1972–1973
- Володар Суперкубка Європи :

«Аякс»: 1972, 1973
- Володар Кубка УЄФА:

«Іпсвіч Таун»: 1980–1981
- Володар Кубка Кубків УЄФА:

«Аякс»: 1986–1987
- Володар Міжконтинентального кубка:

«Аякс»: 1972
- Чемпіон Європи: 1988